# Supercoppa dei Paesi Bassi 2021
La Supercoppa dei Paesi Bassi 2021 (ufficialmente Johan Cruijff Schaal XXIV) è stata la trentunesima edizione della Supercoppa dei Paesi Bassi.
Si è svolta il 7 agosto 2021 all'Amsterdam ArenA tra l'Ajax, campione d'Olanda nonché vincitore della Coppa dei Paesi Bassi 2020-2021, e il PSV, secondo classificato della Eredivisie 2020-2021.
Ad aggiudicarsi la vittoria finale è stato il PSV, conquistando il trofeo per la dodicesima volta.

## Partecipanti
| Squadre | Qualificazione                                  | Partecipazioni precedenti (il grassetto indica la vittoria)                                                     |
| ------- | ----------------------------------------------- | --- |
| Ajax    | Vincitore della Eredivisie 2020-2021            | 17 (1993, 1994, 1995, 1996, 1998, 1999, 2002, 2004, 2005, 2006, 2007, 2010, 2011, 2012, 2013, 2014, 2019)       |
| PSV     | Seconda classificata della Eredivisie 2020-2021 | 18 (1991, 1992, 1996, 1997, 1998, 2000, 2001, 2002, 2003, 2005, 2006, 2007, 2008, 2012, 2015, 2016, 2018, 2019) |

## Tabellino
| Arbitro: | Björn Kuipers |

|  |           |                                         |
|  | Marcatori | 2’, 29’ Madueke 76’ Vertessen 89’ Götze |